# Morscheider Grenzpfad
| Morscheider Grenzpfad | Morscheider Grenzpfad    |
| --------------------- | ------------------------ |
| Länge                 | 13,5 Kilometer           |
| Schwierigkeitsgrad    | mittelschwer             |
| Bundesland            | Rheinland-Pfalz          |
| Region                | Landkreis Trier-Saarburg |
| Gemeinden             | Morscheid                |

Der Morscheider Grenzpfad ist ein Premiumwanderweg im Landkreis Trier-Saarburg, Rheinland-Pfalz und eine Traumschleife am Saar-Hunsrück-Steig, der im nördlichen Saarland und im Hunsrück verläuft.
Der Rundwanderweg verläuft an der Gemarkungsgrenze der Gemeinde Morscheid, die an die Gemeinden Waldrach, Riveris, Bonerath, Schöndorf, Gutweiler, Sommerau, Korlingen und an die Stadt Trier grenzt.

## Wegbeschreibung
Man erreicht den Einstieg vom Parkplatz oberhalb von Morscheid über eine 150 Meter lange Zuwegung. Der Weg führt quer durch das Naturdenkmal der Quarzitfelsen „Langenstein“. Der nächste markante Halt ist die Riveristalsperre. Nun geht es weiter über den Talsperrenrundweg bis zu einer Schutzhütte im Morscheider Hochwald.
Weiter führt der Weg durch Wälder und freie Feldfluren und vorbei an stillgelegten Schiefer- und Erzgruben. Er bietet Fernsichten in den Hochwald und das Ruwertal, auf die Burgruine und das Dorf Sommerau, das Schloss Marienlay oder die Riveristalsperre.

## Bilder

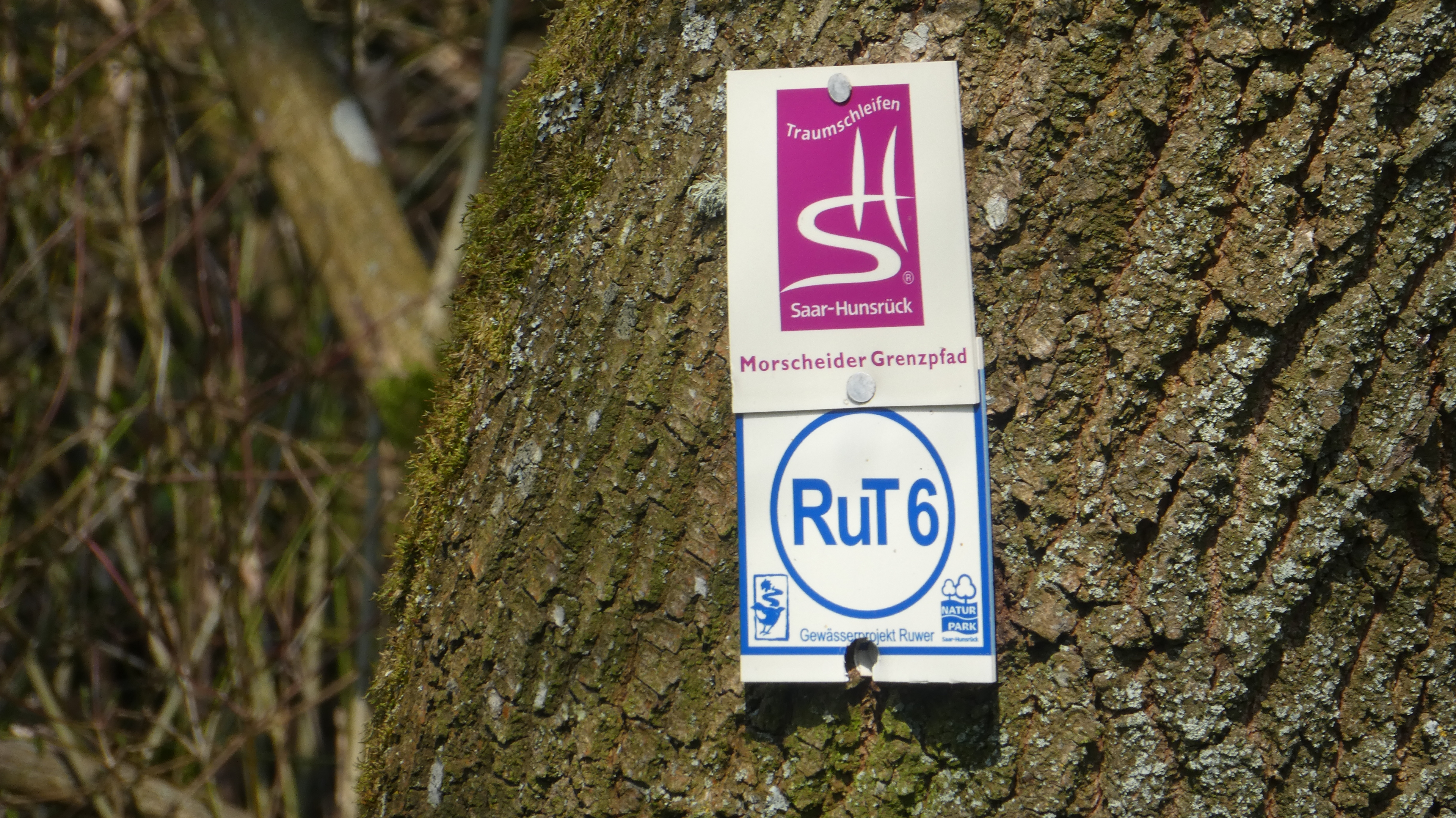
Wegkennzeichnung
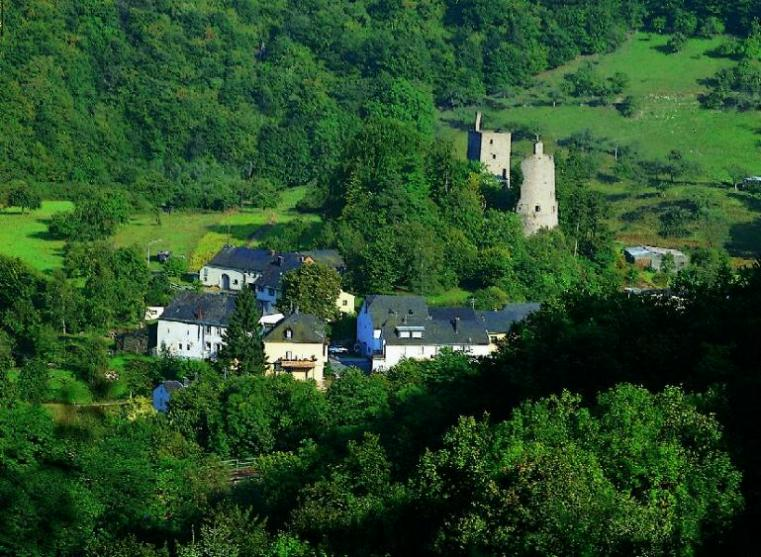
Burgruine Sommerau
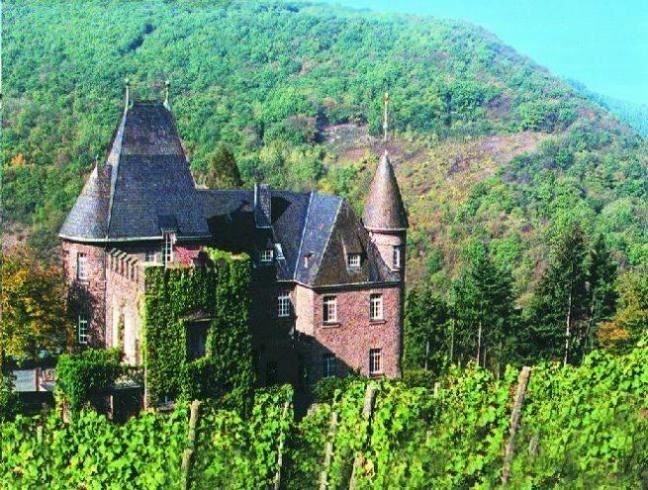
Schloss Marienlay
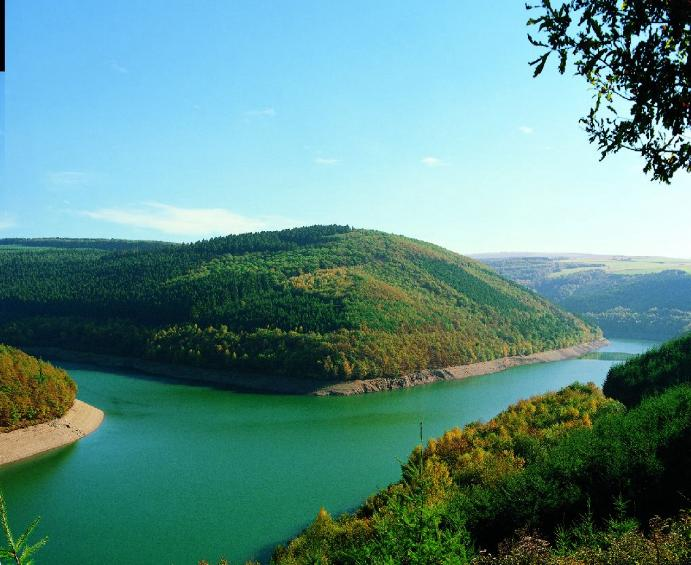
Riveristalsperre
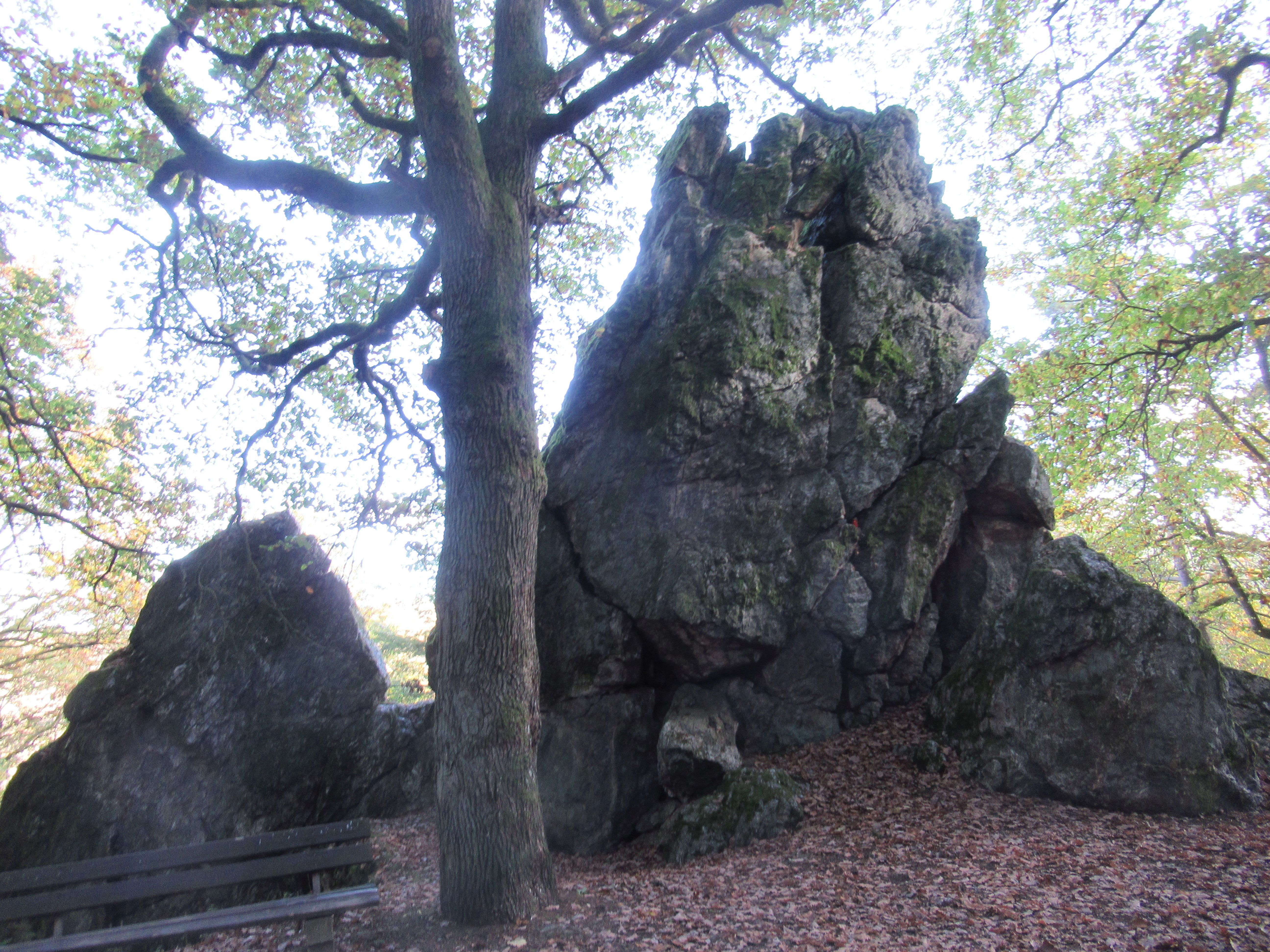
Langenstein